# Östanå församling
Östanå församling var en församling  i Karlstads stift i nuvarande Melleruds kommun. Församlingen uppgick omkring 1550 i Holms församling.

## Administrativ historik
Församlingen har medeltida ursprung och uppgick 1557 i Holms församling.

## Kyrkan
Kyrkan eller kapellet låg inom hemmanet Norra Östanå. Den byggdes av trä på 1100-talet och sten på 1300-talet. Lämningar syns och kyrkan ser ut att ha varit 10 gånger 7 meter. Det finns en minnessten där rest 1924. Kyrkan låg bara en kilometer från Holms kyrka, dock med Holmsån mellan.